# Norbert Klaar

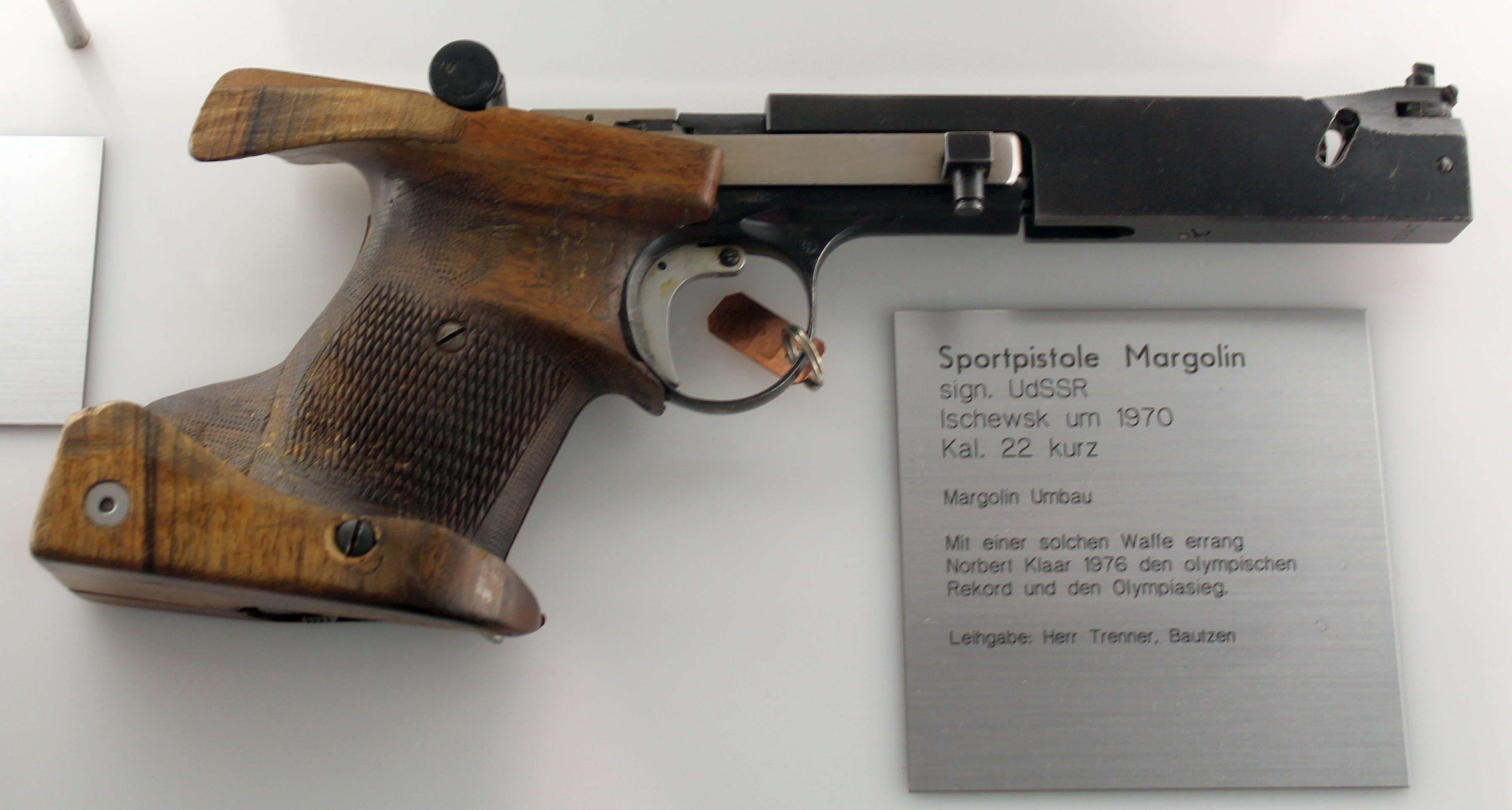
Schnellfeuerpistole Margolin MZM. Klaar schoss eine Waffe dieses Typs

Norbert Klaar (* 12. Oktober 1954 in Wittenberge) ist ein ehemaliger deutscher Sportschütze.

## Leben
Bevor Norbert Klaar mit dem Schießen begann, war er Leichtathlet. Immerhin brachte er es über 400 m auf 55 s und im Weitsprung erreichte er 5,70 m. Seine ersten Erfolge errang er bei der Spartakiade. 1970 und 1972 schmückte er sich hier mit den ersten Goldmedaillen. Anteil daran hatte sein erster Übungsleiter Horst Witt.
Klaar war 1974 Vizeeuropameister der Junioren und belegte 1975 Platz 27 bei der Europameisterschaft in der Erwachsenenklasse. Im Januar 1976 konnte sich der Hauptwachtmeister der Deutschen Volkspolizei, der für den SC Dynamo Hoppegarten antrat, für die Olympiaauswahl der DDR qualifizieren. In Montreal bei den Olympischen Spielen 1976 gewann er mit 597 Ringen die Goldmedaille mit der Schnellfeuerpistole vor Jürgen Wiefel aus Leipzig. Seinen zweiten großen Titel erreichte Klaar 1977, als er mit der DDR-Mannschaft bei der Europameisterschaft mit der Luftpistole siegte. 1979 gewann Klaar bei der DDR-Meisterschaft mit der Schnellfeuerpistole und belegte den neunten Platz bei der Europameisterschaft. 1981 gewann Klaar Silber mit der Mannschaft bei der Weltmeisterschaft.
Klaar war gelernter Schienenfahrzeugschlosser, nach einem Studium der Staatswissenschaften war er Angestellter im DDR-Ministerium des Innern. Nach der Wende schloss sich Klaar den Adlershofer Füchsen an, für die er 1996 Deutscher Meister werden konnte. Norbert Klaar ist Landestrainer in Brandenburg.

## Auszeichnungen
- 1976: Vaterländischer Verdienstorden der DDR in Silber[5]
- 1976: Ernst-Schneller-Medaille in Gold[6]